# 野鸦椿属
野鸦椿属（学名：Euscaphis）是省沽油科下的一个属，为落叶灌木植物。该属共有3种，分布于亚洲东部。
现为省沽油属 （Staphylea L.）的异名。

## 物种
本属包括以下物种：
- 野鸦椿 Euscaphis japonica